# ابن رزیق بغدادی
ابن زُرَیق بغدادی (؟-۱۰۲۹م) (نسب: ابوالحسن علی بن زریق) شاعر و کاتب بغدادی بود.   از بغداد به اندلس برای کسب شعر رفت، یکی از حاکمان آنجا جایزه‌ای بسیار کم به او داد. او به کاروانسرایی که در آن اقامت داشت برگشت، و قصیده‌ای حزن‌آمیز سرود و نگاشت. آن قصیده را زیر بالش خود گذاشت و خوابید، و دیگر از خواب نخاست. 